# Fagraea volubilis
Fagraea volubilis är en gentianaväxtart som beskrevs av Nathaniel Wallich. Fagraea volubilis ingår i släktet Fagraea och familjen gentianaväxter. Utöver nominatformen finns också underarten F. v. microcalyx.